# Budapesti 9. sz. országgyűlési egyéni választókerület
A budapesti 9. sz. országgyűlési egyéni választókerület egyike annak a 106 választókerületnek, amelyre a 2011. évi CCIII. törvény Magyarország területét felosztja, és amelyben a választópolgárok egy-egy országgyűlési képviselőt választhatnak. A választókerület nevének szabványos rövidítése: Budapest 09. OEVK. Székhelye: Budapest X. kerülete 

## Területe
A választókerületet az alábbiak szerint határozza meg a törvény:
1. A X. kerület választókerülethez tartozó részének határa: A VIII.–XIV.–X. kerületek hármas határpontjától indulva déli irányba a Hungária körúton, majd a Könyves Kálmán körúton halad az Üllői útig, ezen, egyúttal a X. kerület régi határvonalán a Budapest Liszt Ferenc Nemzetközi Repülőtérre vezető úton a MÁV vasútvonal keresztezéséig, innen a vasútvonal déli oldalán halad, majd a 42296/5 hrsz.-ú és a 152654/1 hrsz.-ú ingatlanok közös határán a Gyömrői útig, innen a Gyömrői úton halad a Gyula utcáig, majd a Gyula utca keleti oldalán a Hangár utcáig, innen a Hangár utca kereszteződése után a Hangár utca páros házszámozású oldalán folytatódik a Harmat utcáig, a Harmat utca páratlan házszámozású oldalán folytatódik a Sibrik Miklós útig, a Sibrik Miklós út páros házszámozású oldalán a Maglódi útig, a Maglódi út páros házszámozású oldalán a Sírkert útig, a Sírkert út páros házszámozású oldalán a Kozma utcáig, a Kozma utca páratlan oldalán a Jászberényi útig, a Jászberényi út páratlan házszámozású oldalán az 526. sorig, majd a MÁV vasutat keresztezve a Határhalom utcán a X.–XVI.–XVII. kerületek hármas határpontjáig. Ettől a Pesti határút képzeletbeli meghosszabbításán, majd a Pesti határúton halad a Sárgarózsa utcáig, innen a Sárgarózsa utcán a Kerepesi útig, innen a Kerepesi úton a Hungária körútig, és onnan a kiindulási pontig körbezárt terület.
2. A XIX. kerület választókerülethez tartozó részének határa: A Határ út és Ady Endre út kereszteződésétől kiindulva az Ady Endre út páros házszámozású oldalán haladva a MÁV vasútvonal kereszteződéséig, innen a vasútvonal keleti oldalán a Liszt Ferenc és a Kártoló utak nyugati határán a Malomkő útig, innen a Malomkő út tengelyén a Derkovits Gyula útig, innen a Derkovits Gyula út tengelyén a Küllő és Csillag út közötti farmezsgyén halad az Alsóerdősor útig, innen az Alsóerdősor út északi határán a Budapest Liszt Ferenc Nemzetközi Repülőtérre vezető útig, innen a Budapest Liszt Ferenc Nemzetközi Repülőtérre vezető út északi oldalán halad az Üllői útig, és az Üllői út tengelyén haladva a kiindulási pontig körbezárt terület.

## Országgyűlési képviselője
| Név           | Párt                                         | Párt | Terminus    | Megjegyzés                                   |
| ------------- | -------------------------------------------- | ---- | ----------- | -------------------------------------------- |
| Burány Sándor |                                              | MSZP | 2014 – 2022 | A 2014-es országgyűlési választás eredménye: |
| Burány Sándor | A 2018-as országgyűlési választás eredménye: | MSZP | 2014 – 2022 |                                              |
| Arató Gergely |                                              | DK   | 2022 –      | A 2022-es országgyűlési választás eredménye: |

## Demográfiai profilja
| Iskolai végzettség                | Iskolai végzettség               | Iskolai végzettség | Iskolai végzettség | Iskolai végzettség |
| --------------------------------- | -------------------------------- | ------------------ | ------------------ | ------------------ |
|                                   |                                  |                    |                    | fő                 |
| Általános iskolát nem végezte el  | Általános iskolát nem végezte el |                    | 1269               | 1269               |
| Általános iskola                  | Általános iskola                 |                    | 12565              | 12565              |
| Szakmunkás                        | Szakmunkás                       |                    | 12483              | 12483              |
| Érettségi                         | Érettségi                        |                    | 33416              | 33416              |
| Diploma                           | Diploma                          |                    | 23804              | 23804              |
| A 2022. évi népszámlálás szerint. |                                  |                    |                    |                    |

A budapesti 9. sz. választókerület lakónépessége 2022. október 1-jén 97 175 fő volt. A 2011-es és a 2022-es népszámlálás között 8630 fővel csökkent a választókerület lakosság száma. A választókerületben a korösszetétel alapján a legtöbben a középkorúak élnek 35 128 fővel, míg a legkevesebben a gyermekek 13 638 fővel. A választókerület lakosságának a 88,7%-nál van internet elérési lehetőség.
A legmagasabb befejezett iskolai végzettség szerint az érettségi végzettséggel rendelkezők élnek a legtöbben 33 416 fő, utánuk a következő nagy csoport a diplomások 23 804 fővel.
Gazdasági aktivitás szerint a lakosság több mint a fele foglalkoztatott 52 865 fő, második legjelentősebb csoport az inaktív keresők, akik főleg nyugdíjasok 20 569 fővel.
A választókerület legjelentősebb nemzetiségi csoportja a német 828 fő, illetve a német 638 fő. Magyar állampolgársággal nem rendelkező külföldi állampolgárok aránya 5,8%.
Vallási összetétel szerint a választókerületben lakók legnagyobb vallása a római katolikus (17 475 fő), valamint jelentős közösség még a reformátusok (6432 fő). A vallási közösséghez nem tartozók száma szintén jelentős (16 472 fő), a választókerületben a második legnagyobb csoport a római katolikus vallás után.

## Országgyűlési választások
| Párt                                                      | Párt                      | Jelölt                 | Szavazatok | %     | ± %   |
| --------------------------------------------------------- | ------------------------- | ---------------------- | ---------- | ----- | ----- |
|                                                           | Egységben Magyarországért | Arató Gergely          | 22 990     | 45,97 | 13,52 |
|                                                           | Fidesz-KDNP               | Dr. Pap Sándor         | 21 282     | 42,55 | 3,23  |
|                                                           | Mi Hazánk                 | Vékony Csongor         | 2210       | 4,42  | Új    |
|                                                           | MKKP                      | Hankó Klára            | 1957       | 3,91  | Új    |
|                                                           | MEMO                      | Détári Lajos László    | 1100       | 2,2   | Új    |
|                                                           | Normális Párt             | Demény-Nagy Kristóf    | 292        | 0,58  | Új    |
|                                                           | Munkáspárt-ISZOMM         | Gál Péter              | 180        | 0,36  | 0,05  |
| Megjelent                                                 | Megjelent                 | Megjelent              | 50 657     | 67,73 | 3,15  |
| Választópolgárok száma                                    | Választópolgárok száma    | Választópolgárok száma | 74 785     | 100   | 2,56  |
| A DK az ellenzéki összefogás részeként tartja a körzetet. |                           |                        |            |       |       |

| Párt                                 | Párt                   | Jelölt                 | Szavazatok | %     | ± %  |
| ------------------------------------ | ---------------------- | ---------------------- | ---------- | ----- | ---- |
|                                      | MSZP-Párbeszéd         | Burány Sándor          | 22 010     | 40,78 | 1,97 |
|                                      | Fidesz-KDNP            | Dr. György István      | 21 222     | 39,32 | 1,81 |
|                                      | Jobbik                 | Tubák István           | 5437       | 10,07 | 3,81 |
|                                      | LMP                    | Demeter Márta          | 3522       | 6,53  | 0,15 |
|                                      | Momentum               | Tölcsér Borbála        | 1139       | 2,11  | Új   |
|                                      | Munkáspárt             | Krezsi László          | 223        | 0,41  | 0,36 |
|                                      | Egyéb pártok           |                        | 423        | 0,79  | 1,54 |
| Megjelent                            | Megjelent              | Megjelent              | 54 398     | 70,88 | 7,15 |
| Választópolgárok száma               | Választópolgárok száma | Választópolgárok száma | 76 746     | 100   | 3,6  |
| Az MSZP-Párbeszéd tartja a körzetet. |                        |                        |            |       |      |

| Párt                                                  | Párt                   | Jelölt                 | Szavazatok | %     |
| ----------------------------------------------------- | ---------------------- | ---------------------- | ---------- | ----- |
|                                                       | Összefogás             | Burány Sándor          | 19 501     | 38,81 |
|                                                       | Fidesz-KDNP            | Dr. György István      | 18 851     | 37,51 |
|                                                       | Jobbik                 | Tubák István           | 6975       | 13,88 |
|                                                       | LMP                    | Tóth Balázs            | 3356       | 6,68  |
|                                                       | Munkáspárt             | Krezsi László          | 389        | 0,77  |
|                                                       | Egyéb pártok           |                        | 1178       | 2,33  |
| Megjelent                                             | Megjelent              | Megjelent              | 50 735     | 63,73 |
| Választópolgárok száma                                | Választópolgárok száma | Választópolgárok száma | 79 611     | 100   |
| Az MSZP az Összefogás részeként nyeri meg a körzetet. |                        |                        |            |       |

## Ellenzéki előválasztás – 2021
| Frakció                             | Frakció         | Jelölő szervezetek           | Jelölt          | Szavazatok | %     |
| ----------------------------------- | --------------- | ---------------------------- | --------------- | ---------- | ----- |
|                                     | DK              | DK, Jobbik, Liberálisok, MMM | Arató Gergely   | 3571       | 43,56 |
|                                     | Párbeszéd       | Párbeszéd, MSZP, LMP         | Burány Sándor   | 2886       | 35,2  |
|                                     | Momentum        | Momentum, ÚVNP               | Paróczai Anikó  | 1741       | 21,24 |
| Összes szavazat                     | Összes szavazat | Összes szavazat              | Összes szavazat | 8198       | 100   |
| Arató Gergely nyeri meg a körzetet. |                 |                              |                 |            |       |